# 6,5 × 47 мм Lapua
6,5×47 мм Lapua или 6,5×47 мм — винтовочный боеприпас центрального воспламенения, разработанный компанией Nammo Lapua специально для соревнований по целевой стрельбе на дистанциях 300-1000 м.

## Конструкция
Общие размерности патрона схожи с габаритами 7,62×51 мм НАТО, что позволяет его использовать с теми же затворами и заряжать в штатные магазины. Однако, все размерности боеприпаса специально оптимизированы под использование целевых пуль. Высокая начальная скорость пули и пологая траектория полёта обеспечивается высоким давлением в гильзе (около 435 МПа или 63090 psi).